# Tadeusz Radwan
Tadeusz Radwan (ur. 27 czerwca 1945 w Kozińcu, zm. 25 października 2003 w Bielsku-Białej) – polski saneczkarz, brązowy medalista mistrzostw Europy (1971).
Olimpijczyk z Grenoble. W 1968, startując w jedynkach, zajął 22. miejsce.

## Osiągnięcia

### Igrzyska olimpijskie
| Rok  | Miejsce  | Jedynki |
| ---- | -------- | ------- |
| 1968 | Grenoble | 22.     |